# Кеннет Берк
Кеннет Берк (англ. Kenneth Duva Burke;  5 травня 1897, Піттсбург, штат Пенсільванія — 19 листопада 1993, Андовер) — американський письменник, теоретик літератури та комунікації, перекладач.

## Біографія
Берк розпочав своє академічне життя з навчання в Університеті штату Огайо. Свої перші вірші та оповідання опублікував ще в студентські роки в в журналі Sansculotte, який видавав його шкільний друг Джеймс Лайт. У 1918 році Берк перервав навчання, щоб інтегруватися в богемну художню сцену Нью-Йорка в Гринвіч-Вілледж, де він познайомився з Вільямом Карлосом Вільямсом та багатьма іншими літераторами.
З 1920 до 1925 року він публікував нові оповідання, рецензії та переклади, особливо в The Dial, поки газету не було закрито в 1929 році. З 1922 по 1936 рік працював музичним критиком у журналі The Nation. З 1937 року він отримав декілька викладацьких посад в різних американських університетах, зокрема в Новій школі соціальних досліджень та Чиказькому університеті. У 1943 році йому запропонували постійну посаду в Беннінгтонському коледжі, яку він обіймав до 1961 року. У 1949 році він отримав посаду викладача в Принстоні, нарешті в 1967 році — в Гарварді. У 1951 році він був обраний членом Американської академії мистецтв і літератури, а в 1963 році — членом Американської академії мистецтв і наук.
Кеннет Берк помер від серцевої недостатності 19 листопада 1993 року на своїй фермі в Андовері.

## Теорія
Вся теоретична робота Берка обертається навколо концепції соціальної взаємодії. Берк розуміє літературу як символічний акт, у якому індивід може соціально реалізувати певні людські універсалії. Відхиляючись від звичайного визначення, символ тут означає формальне відображення дії, як-от нездійсненні мрії, утопії тощо.
Центральним є поняття риторики, яке розуміється як особлива форма символічної взаємодії, у якій індивід намагається спонукати колектив діяти разом, вдаючи, що риторичний оратор та аудиторія, на яку він впливає, ідентичні.
Перебуваючи під сильним впливом Фройда, Міда, Маркса, Ніцше та Веблена, Берк шукає оригінальну «драму», в якій такі риторичні структури можуть виражатися, наприклад, як конфлікти, як співпраця або як ідентифікація.
Тут Берк не розрізняє літературу та реальність: на його думку, наше соціальне життя саме структуроване драматично і тому його можна осягнути як твір літератури; адже, на його думку, як літературні твори також є соціальними структурами.
За допомогою п'яти понять дії (act), сцени (scene), агенса (agency), агента (agent) і наміру (purpose), Берк намагається подати лексику, за допомогою якої кожна символічна дія може бути осмислена як принципово «драматична».
Розуміння соціальної драматургії може допомогти нам розрядити конфлікти, подібні до тих, що спостерігаються в капіталізмі, який, згідно з Берком, характеризується тим, що символами маніпулюють не люди, а скоріше самі символи. Серед текстів, які найчастіше розглядає Берк, є вірші Колріджа.
Берк не хотів, щоб його зараховували до якоїсь філософської чи політичної школи думки. Він виступав проти ідей марксизму, який значною мірою визначав літературну критику 1930-х років. Політичні та соціальні символи займали центральне місце у теорії Берка протягом усієї його кар'єри. Його зацікавленість політикою очевидна, наприклад, на початку «Граматики мотивів», в епіграфі ad bellum purificandum — очищення війни, де «очищення» має на увазі ліквідацію війни. Берк вважав, що вивчення риторики допоможе людям зрозуміти, «що маємо на увазі, коли ми говоримо, що люди роблять і навіщо вони роблять це». Берк називає такий аналіз «драматизмом», і вважає, що такий підхід до аналізу мови може допомогти у розумінні основ конфліктів, переваг та небезпек взаємодії та можливостей ідентифікації.

## Переклади
Берк також відомий як перекладач, зокрема він перекладав англійською твори Томаса Манна. 1924 року в його перекладі вперше англійською вийшла друком новела Томаса Манна «Смерть у Венеції».

## Вплив
На Берка, як і на багатьох інших мислителів і критиків XX століття, значний вплив мали ідеї Карла Маркса, Зигмунда Фрейд і Фрідріха Ніцше. Берк все життя займався перекладами Шекспіра, а також перебував під впливом Торстейн Веблена. Протягом багатьох років листувався з багатьма літературними критиками, філософами та письменниками, зокрема з Вільямом Карлосом Вільямсом, Малколмом Каулі, Робертом Пенном Ворреном, Алленом Тейтом, Ральфом Еллісоном, Кетрін Енн Портер та Маріанною Мур. Серед мислителів, на яких вплинули ідеї Берка, — Гарольд Блум, Стенлі Кавелл, Сьюзен Зонтаґ (вона була його студенткою в університеті Чикаго), Едвард Саїд, Армін Пауль Франк, Рене Жирар, Фредрік Джеймісон і Кліфорд Гірц.
У США діє Товариство Кеннета Берка, видається журнал, який розвиває його ідеї.

## Основні праці
- Counter-Statement. London 1968. — спроба зрозуміти літературні структури як позачасові універсалії, які індивідуально висловлюються конкретними авторами. Wichtigste найважливішим методом тут є аналіз реторичних загальних місць.
- Permanence and Change (1935) — тут розглядається історична відносність етики.
- Attitudes Toward History (1937) — Як історичні події відбиваються на індивіді у вигляді психічних подій?
- Philosophy of Literary Form New York 1941. — Головна теоретична праця Берка визначає всі вербальні дії як символічні форми, які реалізуються в стратегіях, які автор називає «ритуалами». При цьому символ є трансформацією власного психічного конфлікту у одній з трьох головних символічних форм: «проєкт», «молитва» і «сновидіння». Берк постійно посилається на теорію Фройда про «спільний сон на яву».
- Риторика у книжці Гітлера «Моя боротьба» / Die Rhetorik in Hitlers «Mein Kampf» (1941, нім. переклад: 1971). Наближаючись до методу аналізу дискурсів, Берк на прикладах з Гітлера показує, що в конкретному тексті годі відокремити іманентні та зовнішні впливи. Текст Гітлера є спотвореним віддзеркаленням соціального контексту, через риторичні стратегії він вимагає дій до опанування цим контекстом.
- Трилогія A Grammar of Motives (1945), A Rhetoric of Motives (1950) та Language as Symbolic Action (1966) розбудовує тези, сформульовані в Philosophy. Центральною є теза про те, що соціальна поведінка людини та само, як і література, може бути інтерпретованою з погляду риторики. Берк намагається поєднати тут психоаналіз і марксизм.
- The Complete White Oxen. Collected Short Fiction. Berkeley 1968.
- Counter-Statement. London 1968.
- The Philosophy of Literary Form. New York 1941.
- A Grammar of Motives. Berkeley 1969.
- A Rhetoric of Motives. Berkeley 1969.
- Language as Symbolic Action. Berkeley 1966.
- On Human Nature: A Gathering While Everything Flows, 1967—1984. University of California Press, Berkeley 2003.